# ロコット

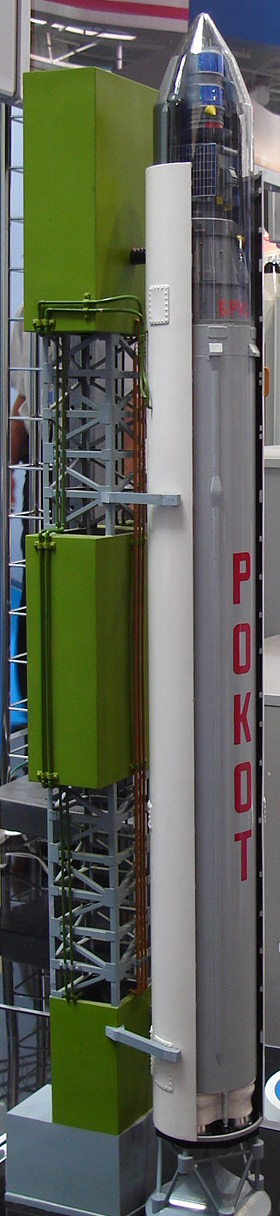
UR-100N ロコット　上段にブリーズ-Mと衛星を搭載したモデル

ロコット（ロシア語:Ро́котローカト；英語:RockotまたはRokot)は、ユニバーサル・ロケットを元に製造され、不要になった大陸間弾道ミサイルUR-100N（NATOコードネーム:SS-19）を衛星打ち上げに転用し、軌道傾斜角65度、高度200kmの軌道に1,950kgの貨物を投入できるロシアのロケットである。合弁事業ユーロコットにより提供・運用される。1990年代にミサイル・サイロ以外から初めて、バイコヌール宇宙基地より打ち上げられた。後の商業打上では、プレセツク宇宙基地にて、コスモス3Mロケット向けに建設された発射台より打ち上げられている。打ち上げ費用は1999年時点で凡そ1500万ドル、2013年時点で3,600万ドルである。名称は、ロシア語で「轟き」といった意味。

## 構成
ロコットの総重量は107トン、全長29メートルで、最大直径は2.5メートルである。3段式の液体燃料ロケットで、全ての段で燃料として UDMH（非対称ジメチルヒドラジン）、酸化剤として四酸化二窒素を用いる。

### 第1・2段
1段目と2段目は旧ソ連の大陸間弾道ミサイルUR-100N (SS-19) を使用している。他にSS-19を元にしたロケットとしてストレラがある。

### 第3段
3段目は、ブリーズ-K（露:Бриз-К、ラテン:Briz-K、英:Breeze-K）である。第1・2段とは別に開発されたもので、軌道変更機能や宇宙空間でのエンジン再点火能力を持ち、複数の衛星を異なる軌道に投入する事が出来る。5号機以降は改良型のブリーズKMを使用している。

## 歴史
1990年11月20日にバイコヌール宇宙基地より初めて打ち上げられ、弾道飛行を行った。1994年12月26日に初めて人工衛星を軌道に投入した。EADS SPACE Transportationとクルニチェフ国家研究生産宇宙センターの合弁事業であるユーロコットは、打ち上げ基地をプレセツクに移してロケットの販売を行っている。最初の発射は2000年5月16日に行われた。また、ロシア宇宙センターのスヴォボードヌイ宇宙基地はSS-19を発射するサイロを所有し、必要とあらば、それをロコット向けに改修するとしている。
ロコットは幾つかの発射を成功裏に終わらせた後、2005年10月8日に欧州宇宙機関の衛星CryoSatを搭載して打ち上げられたが、2段エンジンが制御システムからのコマンドで停止できずに燃焼を続け、上段を分離しないまま落下して衛星を喪失した。このため全てのロコット打ち上げは失敗の原因が突き止められるまで中止となったが、2006年7月28日の韓国の地球観測衛星アリラン2号 (KOMPSAT-2) の打上成功をもって事業に復帰した。

2014年8月、ロシア国防相は2016年には飛行制御システムがウクライナ製であるロコットの使用を止めると述べた。2015年に3回、2016年に1回の計4回の打ち上げが予定されているが、それ以降はソユーズ2.1vとアンガラ1ロケットの使用に切り替えていく予定。2018年には再度段階的なロコット廃止の方針が示された。2019年12月には最終の34回目の打ち上げが実施された 。

## 打上げ実績
打上げ回数は、弾道飛行と打上げ前の失敗を算入していない文部科学省・宇宙開発利用部会の平成24年12月の資料にあわせた。
| 打上回数 | 打上日 (UTC)    | 形式                 | 打上場所                     | ペイロード                                                                                   | ペイロード種別                                | 備考 |
| -------- | --------------- | -------------------- | ---------------------------- | -------------------------------------------------------------------------------------------- | --------------------------------------------- | --- |
| -        | 1990年 11月20日 | ロコット+ブリーズ-K  | バイコヌール宇宙基地Ba LC131 | –                                                                                            | 実験用ペイロード                              | 弾道飛行、成功 |
| -        | 1991年 12月20日 | ロコット+ブリーズ-K  | Ba LC175/1                   | –                                                                                            | 実験用ペイロード                              | 弾道飛行、成功 |
| 1        | 1994年 12月26日 | ロコット+ブリーズ-K  | Ba LC175/1                   | Radio-ROSTO                                                                                  | アマチュア無線衛星                            | 成功、最初の衛星軌道投入 |
| -        | 1999年 12月22日 | ロコット+ブリーズ-K  | プレセツク宇宙基地 Pl LC133  | RSVN-40                                                                                      | 実験用ペイロード                              | 発射準備中に修復不可能な損傷を被り打上中止 |
| 2        | 2000年 5月16日  | ロコット+ブリーズ-KM | Pl LC133                     | SimSat-1,2                                                                                   | イリジウム衛星の原寸模型                      | 成功 |
| 3        | 2002年 3月17日  | ロコット+ブリーズ-KM | Pl LC133                     | GRACE-1,2                                                                                    | 研究用衛星                                    | 成功 |
| 4        | 2002年 6月20日  | ロコット+ブリーズ-KM | Pl LC133                     | イリジウム97,98                                                                              | 通信衛星                                      | 成功 |
| 5        | 2003年 6月30日  | ロコット+ブリーズ-KM | Pl LC133                     | モニトルEのモックアップ, MIMOSA, MOST, DTUSat, Cute-I, QuakeSat, AAU-Cubesat, Can X-1, XI-IV | Monitor-E原寸大模型と小型衛星2機とCubeSat 6機 | 成功 |
| 6        | 2003年 10月30日 | ロコット+ブリーズ-KM | Pl LC133                     | SERVIS-1                                                                                     | 日本の技術試験衛星                            | 成功 |
| 7        | 2005年 8月26日  | ロコット+ブリーズ-KM | Pl LC133                     | モニトルE1                                                                                   | 地球観測衛星                                  | 成功 |
| 8        | 2005年 10月8日  | ロコット+ブリーズ-KM | Pl LC133                     | クリオサット                                                                                 | 地球観測衛星                                  | 失敗, 2段エンジンが停止できず、燃料がなくなるまで燃焼を続け、上段を分離しないまま落下した。第二段と第三段、CryoSatは分離しないまま大気圏に再突入した。                                                          |
| 9        | 2006年 7月28日  | ロコット+ブリーズ-KM | Pl LC133                     | 韓国のアリラン2号                                                                            | 地球観測衛星                                  | 成功 |
| 10       | 2008年 5月23日  | ロコット+ブリーズ-KM | Pl LC133                     | ロシアの4機の衛星                                                                            | 軍事衛星,通信衛星                             | 成功 |
| 11       | 2009年 3月17日  | ロコット+ブリーズ-KM | Pl LC133                     | 欧州宇宙機関のGOCE                                                                           | 観測衛星                                      | 成功 |
| 12       | 2009年 7月6日   | ロコット+ブリーズ-KM | Pl LC133                     | コスモス2451から2453                                                                         | 軍事衛星                                      | 成功 |
| 13       | 2009年 11月2日  | ロコット+ブリーズ-KM | Pl LC133                     | 欧州宇宙機関のSMOS, Proba-2                                                                  | 地球観測衛星,技術試験衛星                     | 成功 |
| 14       | 2010年 6月2日   | ロコット+ブリーズ-KM | Pl LC133                     | SERVIS-2                                                                                     | 日本の技術試験衛星                            | 成功 |
| 15       | 2010年 9月8日   | ロコット+ブリーズ-KM | Pl LC133                     | ガニェーツ-M No.2, コスモス2467, コスモス2468                                                | 軍事通信衛星                                  | 成功 |
| 16       | 2011年 2月1日   | ロコット+ブリーズ-KM | Pl LC133                     | コスモス2470号                                                                               | 軍事測地衛星                                  | 失敗，第3段エンジンの不調で予定高度に到達できず予定軌道に投入できなかった。 |
| 17       | 2012年 7月28日  | ロコット+ブリーズ-KM | Pl LC133                     | ガニェーツ M-3, ガニェーツ M-4, Kosmos 2481, MiR                                             | 通信衛星, MiRのみアマチュアラジオ衛星         | 成功 |
| 18       | 2013年 1月15日  | ロコット+ブリーズ-KM | Pl LC133                     | コスモス2484-2486 （ストレラ3M衛星）                                                         | 軍事通信衛星                                  | 部分的成功。ブリーズKMが衛星と同じ軌道に残ったままになっており、何らかの異常が起きた可能性がある（通常ブリーズ-KMは危険を避けるため逆噴射により軌道から退去する）。この件についてロシア軍は発表を行っていない。 |
| 19       | 2013年 9月11日  | ロコット+ブリーズ-KM | Pl LC133                     | ガニェーツ M 3機                                                                             | 通信衛星                                      | 成功。前回の一部失敗を受けて8ヶ月間打ち上げ中止して対策を実施した。 |
| 20       | 2013年 11月22日 | ロコット+ブリーズ-KM | Pl LC133                     | ESAのSWARM 3機                                                                               | 地磁気観測衛星                                | 成功 |
| 21       | 2013年 12月25日 | ロコット+ブリーズ-KM | Pl LC133                     | コスモス2488-2490 （ストレラ3M衛星）                                                         | 軍事通信衛星                                  | 成功 |
| 22       | 2014年 5月23日  | ロコット+ブリーズ-KM | Pl LC133                     | コスモス2496-2498 （ストレラ3M衛星）                                                         | 軍事通信衛星                                  | 成功 |
| 23       | 2014年 7月3日   | ロコット+ブリーズ-KM | Pl LC133                     | ガニェーツ M 3機                                                                             | 通信衛星                                      | 成功 |